# Movimiento Nacional por la Soberanía
El Movimiento Nacional por la Soberanía (en italiano: Movimento Nazionale per la Sovranità, abreviado MNS) fue un partido político italiano de derecha, fundado en febrero de 2017 y liderado por Francesco Storace y Gianni Alemanno.

## Historia
El MNS nació oficialmente con su Congreso Fundacional en Roma (18-19 de febrero de 2017), de la fusión de La Derecha de Francesco Storace con Acción Nacional de Gianni Alemanno. Storace fue elegido presidente del MNS y Alemanno como secretario general.